# 247-й истребительный авиационный полк
247-й истребительный авиационный полк (247-й иап) — воинская часть Военно-Воздушных сил (ВВС) Вооружённых Сил РККА, принимавшая участие в боевых действиях Великой Отечественной войны.

## Наименования полка
- 247-й истребительный авиационный полк;
- 156-й гвардейский истребительный авиационный полк;
- 156-й гвардейский истребительный авиационный Львовский полк;
- 156-й гвардейский истребительный авиационный Сандомирский ордена Богдана Хмельницкого полк;
- 156-й гвардейский истребительный авиационный Сандомирский Краснознамённый ордена Богдана Хмельницкого полк;
- Полевая почта 49617.

## Создание полка
247-й истребительный авиационный полк сформирован в апреле 1941 года в Киевском Особом военном округе на аэродроме Черновицы в составе 16-й смешанной авиадивизии ВВС КОВО на самолётах И-153. С конца мая 1941 года полк передан в состав формируемой 64-й смешанной авиадивизии, и начал переучиваться на МиГ-3. В ходе налётов авиации противника в первый день войны потери составили 42 самолёта. Оставшимися в строю истребителями до 5 июля полк прикрывал важный железнодорожный узел — станцию Залещики, где и одержал свои первые воздушные победы. В том числе 01.07.41 года лётчики полка сбили 2 немецких бомбардировщика (Ju-88A-5 w/n 88-4343 «9K+CK» и Ju-88A-5 w/n 4325 «9K+DC» из состава KG51).

## Переименование полка
247-й истребительный авиационный полк 5 февраля 1944 года за образцовое выполнение боевых задач и проявленные при этом мужество и героизм на основании Приказа НКО СССР переименован в 156-й гвардейский истребительный авиационный полк.

## В действующей армии
В составе действующей армии:
- со 2 сентября 1941 года по 9 декабря 1942 года
- с 28 мая 1943 года по 5 февраля 1944

## Командиры полка
- майор Федосеев Михаил Андреевич[3], 05.1941 — 14.07.1941
- капитан Чирва Степан Никитович[4] 15.07.1941 — 15.08.1941
- майор Федосеев Михаил Андреевич (погиб)[3], 16.08.1941 — 22.03.1942
- майор, подполковник Кутихин Яков Назарович[3], 03.1942 — 18.02.1945

## В составе соединений и объединений
| Период        | Фронт (округ)                        | армия               | корпус                                       | дивизия                                             | примечание                                                         |
| ------------- | ------------------------------------ | ------------------- | -------------------------------------------- | --------------------------------------------------- | ------------------------------------------------------------------ |
| 01.04.1941 г. | Киевский особый военный округ        | ВВС округа          |                                              | 16-я авиационная дивизия                            | И-153, с конца мая полк переучивался на МиГ-3                      |
| 22.06.1941 г. | Юго-Западный фронт                   | ВВС фронта          |                                              | 16-я авиационная дивизия                            | И-153, МиГ-3                                                       |
| 05.07.1941 г. | Московский военный округ             | ВВС округа          |                                              | 2-й запасной истребительный авиационный полк        | Сейма Горьковской области, ЛаГГ-3                                  |
| 29.08.1941 г. | Ставка ВГК                           | 51-я армия          | ВВС 51-й армии                               |                                                     | Крым, аэр. Новониколаевка, 18 ЛаГГ-3, 19 лётчиков                  |
| 04.09.1941 г. | Ставка ВГК                           | 51-я армия          | ВВС 51-й армии                               |                                                     | Крым, аэр. Джанкой, 18 ЛаГГ-3, 19 лётчиков                         |
| 03.10.1941 г. | Ставка ВГК                           | 51-я армия          | ВВС 51-й армии                               |                                                     | Принял 15 ЛаГГ-3 с экипажами 253-го иап                            |
| 18.10.1941 г. | Ставка ВГК                           | 51-я армия          | ВВС 51-й армии                               |                                                     | 15 ЛаГГ-3, из них 7 неисправных, Юдендорф                          |
| 25.11.1941 г. | Ставка ВГК                           | 51-я армия          | ВВС 51-й армии                               |                                                     | осталось 5 ЛаГГ-3, из них 3 неисправных                            |
| 04.12.1941 г. | Ставка ВГК                           | 51-я армия          | ВВС 51-й армии                               |                                                     | получено 6 Як-1 от 13-го иап                                       |
| 31.12.1941 г. | Крымский фронт                       | ВВС фронта          |                                              | 72-я истребительная авиационная дивизия             | 6 ЛаГГ-3, 6 Як-1, Багерово                                         |
| 06.01.1942 г. | Крымский фронт                       | ВВС фронта          |                                              | 72-я истребительная авиационная дивизия             | 27 Як-1 и 29 лётчиков, Багерово                                    |
| 31.01.1942 г. | Крымский фронт                       | ВВС фронта          |                                              | 72-я истребительная авиационная дивизия             | 22 Як-1, 1 ЛаГГ-3, 1 У-2, Багерово                                 |
| 15.04.1942 г. | Крымский фронт                       | ВВС фронта          |                                              |                                                     | 22 Як-1, 1 ЛаГГ-3, 1 У-2, Багерово                                 |
| 14.05.1942 г. | Крымский фронт                       | ВВС фронта          | 15-я ударная авиационная группа              |                                                     | Як-1                                                               |
| 08.06.1942 г. | Черноморский флот                    | ВВС флота           | 3-я отдельная (Севастопольская) авиагруппа   |                                                     | Севастополь, 6 Як-1 вместе с лётчиками переданы в состав 45-го иап |
| 01.07.1942 г. | Северо-Кавказский фронт              | 5-я воздушная армия |                                              | 236-я истребительная авиационная дивизия            | Як-1                                                               |
| 11.07.1942 г. | Северо-Кавказский фронт              | 4-я воздушная армия |                                              | 216-я истребительная авиационная дивизия            | Як-1                                                               |
| 18.09.1942 г. | Закавказский фронт                   | Северная группа     |                                              | 6-й отдельный учебно-тренировочный авиационный полк | Як-1                                                               |
| 10.11.1942 г. | Закавказский фронт                   |                     |                                              | 25-й запасной истребительный авиационный полк       | г. Аджикабул АзССР, Як-1                                           |
| 09.12.1942 г. | Приволжский военный округ            | ВВС округа          |                                              | 16-й запасной истребительный авиационный полк       | Аткарск, Як-1                                                      |
| 20.03.1943 г. | Резерв Верховного Главнокомандования |                     |                                              | 203-я истребительная авиационная дивизия            | Як-1                                                               |
| 28.05.1943 г. | Воронежский фронт                    | 2-я воздушная армия | 5-й смешанный авиационный корпус             | 203-я истребительная авиационная дивизия            | Як-1                                                               |
| 20.06.1943 г. | Воронежский фронт                    | 2-я воздушная армия | 1-й штурмовой авиационный корпус             | 203-я истребительная авиационная дивизия            | Як-1                                                               |
| 23.07.1943 г. | Степной фронт                        | 5-я воздушная армия | 1-й штурмовой авиационный корпус             | 203-я истребительная авиационная дивизия            | Як-1                                                               |
| 20.10.1943 г. | 2-й Украинский фронт                 | 5-я воздушная армия | 1-й штурмовой авиационный корпус             | 203-я истребительная авиационная дивизия            | Як-1                                                               |
| 05.02.1944 г. | 2-й Украинский фронт                 | 5-я воздушная армия | 1-й гвардейский штурмовой авиационный корпус | 12-я гвардейская истребительная авиационная дивизия | переименован в гвардейский, Як-1                                   |

## Первая известная воздушная победа полка
Первая известная воздушная победа полка в Отечественной войне одержана 9 сентября 1941 года: лейтенант Кравцов Г. И. в воздушном бою в районе ст. Таганаш сбил немецкий бомбардировщик Ju-88.
По другим документально подтверждённым данным, первые победы лётчики полка одержали с 1 по 4 июля 1941 года, прикрывая железнодорожную станцию Залещики на границе Черновицкой и Тернопольской областей. Командиру полка майору М.А. Федосееву записано 2 сбитых Ju-88, а лейтенанту С.В. Адольфу - Ju-88 и Ме-109.

## Участие в сражениях и битвах
- Оборона Севастополя и битва за Крым — с 3 августа 1941 года по 1 июля 1942 года.
- Керченско-Феодосийская десантная операция — с 26 декабря 1941 года по 20 мая 1942 года.
- Воронежско-Ворошиловградская операция — с 12 сентября 1941 года по 24 июля 1942 года.
- Погорело-Городищенская операция — с 30 июля 1942 года по 23 августа 1942 года.
- Белгородско-Харьковская операция — с 3 августа 1943 года по 23 августа 1943 года.
- Кировоградская операция — с 5 января 1944 года по 16 января 1944 года.
- Корсунь-Шевченковская операция — с 24 января 1944 года по 5 февраля 1944 года.

## Благодарности Верховного Главнокомандующего
Верховным Главнокомандующим дивизии объявлены благодарности:
- За овладение городом Знаменка[5]

## Отличившиеся воины полка
- Федосеев Михаил Андреевич, майор, командир 247-го истребительного полка. В феврале 1942 года штаб ВВС Кавказского фронта представил его к присвоению звания Героя Советского союза за 169 боевых вылетов и 14 сбитых самолётов противника в 27 воздушных боя. 6 июня 1942 г. присвоено звание Героя Советского союза (посмертно).
- Базаров Иван Фёдорович, капитан, командир эскадрильи 247-го истребительного авиационного полка 203-й истребительной авиационной дивизии 1-го штурмового авиационного корпуса 5-й воздушной армии Указом Президиума Верховного Совета СССР 2 сентября 1943 года удостоен звания Герой Советского Союза. Золотая Звезда № 1074
- Буряк Николай Васильевич, старший лейтенант, командир эскадрильи 247-го истребительного авиационного полка 203-й истребительной авиационной дивизии 1-го штурмового авиационного корпуса 5-й воздушной армии Указом Президиума Верховного Совета СССР 4 февраля 1944 года удостоен звания Герой Советского Союза. Золотая Звезда № 1494
- Карнач Степан Андреевич, капитан, штурман 247-го истребительного авиационного полка 203-й истребительной авиационной дивизии 1-го штурмового авиационного корпуса 5-й воздушной армии Указом Президиума Верховного Совета СССР 4 февраля 1944 года удостоен звания Герой Советского Союза. Золотая Звезда № 1463
- Быкасов Николай Владимирович, старший лейтенант, заместитель командира эскадрильи 156-го гвардейского истребительного авиационного полка 12-й гвардейской истребительной авиационной дивизии 1-го гвардейского штурмового авиационного корпуса 2-й воздушной армии 10 апреля 1945 года Указом Президиума Верховного Совета СССР удостоен звания Герой Советского Союза. Золотая Звезда № 6083
- Безверхий Алексей Игнатьевич, старший лейтенант, командир эскадрильи 156-го гвардейского истребительного авиационного полка 12-й гвардейской истребительной авиационной дивизии 1-го гвардейского штурмового авиационного корпуса 2-й воздушной армии 27 июня 1945 года Указом Президиума Верховного Совета СССР удостоен звания Герой Советского Союза. Золотая Звезда № 4821
- Максимов Александр Ефимович, майор, командир эскадрильи 156-го гвардейского истребительного авиационного полка 12-й гвардейской истребительной авиационной дивизии 1-го гвардейского штурмового авиационного корпуса 2-й воздушной армии 10 апреля 1945 года Указом Президиума Верховного Совета СССР удостоен звания Герой Советского Союза. Золотая Звезда № 6084
- Павлов Алексей Николаевич, старший лейтенант, командир звена 156-го гвардейского истребительного авиационного полка 12-й гвардейской истребительной авиационной дивизии 1-го гвардейского штурмового авиационного корпуса 2-й воздушной армии 10 апреля 1945 года Указом Президиума Верховного Совета СССР удостоен звания Герой Советского Союза. Золотая Звезда № 6085
- Шаманский Анатолий Фёдорович, старший лейтенант, командир эскадрильи 156-го гвардейского истребительного авиационного полка 12-й гвардейской истребительной авиационной дивизии 1-го гвардейского штурмового авиационного корпуса 2-й воздушной армии 10 апреля 1945 года Указом Президиума Верховного Совета СССР удостоен звания Герой Советского Союза. Золотая Звезда № 6088
- Шокуров Александр Алексеевич, старший лейтенант, заместитель командира эскадрильи 156-го гвардейского истребительного авиационного полка 12-й гвардейской истребительной авиационной дивизии 1-го гвардейского штурмового авиационного корпуса 2-й воздушной армии 27 июня 1945 года Указом Президиума Верховного Совета СССР удостоен звания Герой Советского Союза. Золотая Звезда № 4841

## Статистика боевых действий
Всего за годы Великой Отечественной войны полком:
| Выполнено боевых вылетов | Сбито самолётов в воздухе за 1941—1943 гг. | Уничтожено самолётов всего за 1941—1943 гг. |
| ------------------------ | ------------------------------------------ | ------------------------------------------- |
| более 6800               | 220                                        | 238                                         |

Свои потери за 1941—1943 гг.:
| Потеряно самолётов, всего | Погибло лётчиков всего |
| ------------------------- | ---------------------- |
| 99                        | 48                     |

## Самолёты на вооружении
| Период      | Самолёты |
| ----------- | -------- |
| 1941 — 1941 | И-153    |
| 1941 — 1941 | МиГ-3    |
| 1941 — 1942 | ЛаГГ-3   |
| 1941 — 1946 | Як-1     |
| 1944 — 1945 | Як-7Б    |
| 1944 — 1945 | Як-9     |